# اچ‌ام‌اس پی۳۱۱
اچ‌ام‌اس پی۳۱۱ (به انگلیسی: HMS P311) یک زیردریایی بود که طول آن ۲۷۶ فوت ۶ اینچ (۸۴٫۲۸ متر) بود. این زیردریایی در سال ۱۹۴۲ ساخته شد.